# میزیانکا (استان اشوی‌داشکسیه)
میزیانکا (به لهستانی: Miedzianka) یک منطقهٔ مسکونی در لهستان است که در گمینا خنچینه واقع شده‌است. میزیانکا ۳۳۰ نفر جمعیت دارد.